# Short Cuts
Short Cuts är en film från 1993 i regi av Robert Altman. Filmen skildrar en grupp människors livsöden i Kalifornien och är baserad på nio noveller av Raymond Carver i novellsamlingen Genvägar.

## Handling
Några människor i Los Angeles: Familjen Weiss där sonen skadas i en trafikolycka, servitrisen Doreen med sin försupne exmake, polisen Al som hatar familjens hund, clownen Katie som söker en ny man, den avdankade sångerskan, hustrun med telefonsexlinjen, konstnärsparet, den arge bagaren med flera.

## Rollista (i urval)
- Fred Ward - Stuart Kane
- Andie MacDowell - Ann Finnigan
- Bruce Davison - Howard Finnigan
- Tim Robbins - Gene Shepard
- Julianne Moore - Marian Wyman
- Matthew Modine - Dr. Ralph Wyman
- Anne Archer - Claire Kane
- Jennifer Jason Leigh - Lois Kaiser
- Chris Penn - Jerry Kaiser
- Lili Taylor - Honey Bush
- Robert Downey Jr. - Bill Bush
- Madeleine Stowe - Sherri Shepard
- Tom Waits - Earl Piggot
- Lily Tomlin - Doreen Piggot
- Frances McDormand - Betty Weathers
- Peter Gallagher - Stormy Weathers
- Jarrett Lennon - Chad Weathers
- Annie Ross - Tess Trainer
- Lori Singer - Zoe Trainer
- Jack Lemmon - Paul Finnigan
- Lyle Lovett - Andy Bitkower
- Buck Henry - Gordon Johnson
- Huey Lewis - Vern Miller

## Utmärkelser

### Vinster
- Filmfestivalen i Venedig: Guldlejonet (delat med Frihet - den blå filmen), Volpi Cup (Bästa ensemble)

### Nomineringar
- Oscar: Bästa regi (Robert Altman),
- Golden Globes: Bästa manus (Robert Altman, Frank Barhydt)